# Hafnerbach
Hafnerbach è un comune austriaco di 1 589 abitanti nel distretto di Sankt Pölten-Land, in Bassa Austria; ha lo status di comune mercato (Marktgemeinde).

## Geografia fisica
Il comune è situato nella parte meridionale del Dunkelsteinerwald, nel Mostviertel. La superficie municipale copre 23,21 km2 di cui il 34,19% è ricoperto da boschi.
Il territorio comunale è ripartito nei comuni catastali (Katastralgemeinden) di Doppel bei Rannersdorf, Hafnerbach, Hengstberg, Hoheneggerwald, Korning, Obergraben, Untergraben, Oed bei Korning, Pfaffing, Pielachhaag, Rannersdorf, Sasendorf, Stein-Eichberg, Thal, Weghof, Weinzierl, Wimpassing an der Pielach, Würmling e Zendorf.

## Storia
Nell'antichità l'area era parte della provincia romana del Norico e in loco era situato un cimitero. Trovandosi nell'entroterra austriaco meridionale ha avuto un corso storico piuttosto separato dai grandi eventi che hanno caratterizzato la storia nazionale.